# Konrad 2. af Württemberg
Konrad 2. af Württemberg (ukendt fødselsdato, død 1143) var greve af Württemberg fra 1110 til sin død i 1143.